# Туша (язык)
Туша (Carapató, Payacú, Rodela, Todela, Tusha, Tuxá) — мёртвый язык, на котором раньше говорил народ туша, который проживает в штатах Баия и Пернамбуку в Бразилии и который в настоящее время говорит на португальском языке. Язык исчез в конце XIX века, но в 1960-х годах группа исследователей обнаружила двух женщин, которые были изгнаны из племени туша в штат Баия, знающие около 30 слов.